# Maria Andegaweńska (królowa Francji)
Maria z Andegawenii (fr. Marie d’Anjou), (ur. 14 października 1404 w Angers, zm. 1463 w Abbaye de Chateliers-en-Poitou) – księżniczka andegaweńska, królowa Francji od 1422.
Urodziła się jako druga córka Ludwika II, księcia Andegawenii i króla Neapolu, i Jolanty (córki Jana I Myśliwego, króla Aragonii). Jej młodszymi braćmi byli Ludwik III i René I – książęta Andegawenii. W 1422 w Bourges Maria poślubiła Karola VII, króla Francji (oboje oni byli prawnukami Jana II Dobrego i Bonny Luksemburskiej). Karol VII nie kochał żony i miał swoją „stałą” kochankę Agnès Sorel, ale to rodzinie swojej żony w dużej mierze zawdzięczał zwycięstwo w wojnie stuletniej.
Jej bratanica Małgorzata Andegaweńska została w 1445 r. żoną króla Anglii Henryka VI z inicjatywy męża Marii i odegrała ogromną rolę podczas Wojny Dwóch Róż.

## Potomstwo Marii i Karola
- Ludwik XI (1423–1483), król Francji,
- Jan (1424–1425),
- Radegonda (1428–1444),
- Katarzyna (1428–1446), poślubiła Karola Zuchwałego (Śmiałego) – diuka Burgundii,
- Jakub (1432–1437),
- Jolanda (1434–1478), poślubiła Amadeusza IX – diuka Sabaudii, po jego śmierci została regentką Sabaudii,
- Joanna (1435–1482), poślubiła Jana II – diuka Bourbon,
- Małgorzata, (1437–1438),
- Maria (1438–1439),
- Joanna (1438–1446),
- Magdalena (1443–1486), poślubiła Gastona de Foix – księcia Viany, matka Franciszka Febusa i Katarzyny I – władców Nawarry,
- Karol (1446–1472), książę de Berry.